# Mother's Day (película de 1980)
Mother's Day (o El día de la madre) es una película de terror con grandes toques de humor negro de 1980, dirigido por Charles Kaufman. Su hermano, Lloyd Kaufman, el cofundador  de Troma Entertainment, se desempeñó como productor asociado de la película.
Se lanzó una nueva versión en el 2010 con el mismo título, Mother's Day, donde el papel de la madre asesina corrió a cargo de Rebecca De Mornay  mientras que Addley e Ike fueron interpretados respectivamente por Warren Kole y Patrick Flueger.
Este film fue prohibido en algunos lugares debido a su fuerte carga de violencia y maltrato, y fue censurada algunas escenas de la misma. Algunos de los actores también aparecieron con seudónimos.
Algunas frases de la película se han hecho famosas, como "Estoy muy orgullosa de mis hijos, nunca se olvidan de su madre".

## Trama
La historia comienza con la amistad de largos años de tres mujeres, Abbey (Nancy Hendrickson), Jackie (Deborah Luce), y Trina (Tiana Pierce), que se reúnen cada año para ir de camping. Cada una tiene su propio drama: Abbey, pícara e inteligente, vive en Chicago con una madre enferma y totalmente dependiente; a Jackie, que vive en New York, le cuesta encontrar su verdadero amor y tiene un novio al que solo le interesa su dinero; y por último está Trina que vive en Beverly Hills, y es la elegante y rica que se siente aburrida de tenerlo todo y se da sus tiempos para disfrutar con sus amigas del colegio. Una vez organizadas sus vacaciones en el bosque, descubren que su viaje se convertirá en su peor pesadilla cuando son capturadas por el grupo de locos punks formado por Ike (Holdem McGuire) y Addley (Billy Ray McQuade). Los dos chicos viven cómodamente junto con su madre, mentalmente anormal y sumamente lunática (Rose Ross), en una choza oculta en medio del bosque. A lo largo de la película, la madre los incita a cometer actos de violación, violencia y asesinatos. Finalmente, una de las mujeres es gravemente maltratada por Ike y Addley, y las dos restantes deciden escapar antes que sea demasiado tarde, no tardando en aliarse fuertemente, armándose e iniciando una sangrienta venganza contra los tres. Después de que las chicas toman su revancha en la escena final de la película y cuando ya están a punto de salir del bosque, son atacadas por la hermana deforme de la madre lunática, Queenie.

## Elenco
- Nancy Hendrickson como Abbey.
- Deborah Luce como Jackie.
- Tiana Pierce como Trina.
- Beatrice Pons (Seudónimo: Rose Ross)como Madre.
- Frederick Coffin (Seudónimo: Holden McGuire) como Ike.
- Michael McCleery (Seudónimo: Billy Ray McQuade) como Addley.
- Robert Collins como Ernie.
- Karl Sandys como El Dobber.
- Marsella Davidson como Terry.
- Kevin Lowe como Ted.
- Ed Battle como el portero.
- Scott Lucas como el almacenero.
- Robert Carnegie como Tex.[3]